# Ward megye (Észak-Dakota)
Ward megye az Amerikai Egyesült Államokban, azon belül Észak-Dakota államban található. Megyeszékhelye és legnagyobb városa Minot. Lakosainak száma 69 919 fő (2020. április 1.). Ward megye Renville, McLean, McHenry, Mountrail és Burke megyékkel határos.

## Népesség
A megye népességének változása:
| Lakosok száma | 62 092 | 64 302 | 65 441 | 67 990 | 71 275 | 69 919 |
|               | 2010   | 2011   | 2012   | 2013   | 2015   | 2020   |